# Szürkenyakú gólyalábúvarjú
A szürkenyakú gólyalábúvarjú (Picathartes oreas) a madarak osztályának verébalakúak (Passeriformes) rendjébe és az gólyalábúvarjú-félék (Picathartidae) családjába tartozó faj.

## Előfordulása
Kamerun, Egyenlítői-Guinea, Gabon és Nigéria területén honos, zárt lombkoronájú esőerdőkben.

## Megjelenése
Testhossza 14 centiméter, testtömege 220 gramm. Arca fekete, csupasz bőrrel borított. Hasa sárga, szárnya és farka feketés-szürke. Fejtetője piros színű.

## Életmódja
Egyedül, párban vagy maximum 10 fős csoportokban él. Aktívan vadászik ízeltlábúakra (ideértve a rákokra), csigákra, békákra, gyíkokra.

## Szaporodása
Fészkét sárból sziklákra építi. Fészekalja 2 különböző színű tojásból áll, melyet mindkét szülő költ. A költési idő 24 nap.